# Lávka Vítka Brandy
Cyklistická lávka Vítka Brandy je ocelová lávka usnadňující přechod z výškové úrovně nábřežní promenády na levém břehu řeky Ohře ke koruně hráze přehrady nazývané Kadaňský stupeň je unikátním prvkem krajinářské architektury na Nábřeží Maxipsa Fíka v Kadani (okres Chomutov v Ústeckém kraji).

## Vznik
Zadavatelem projektu a investorem řešení prostoru zakončení nábřežní promenády bylo město Kadaň. Projekt vznikal v průběhu roku 2006. K jeho realizaci došlo v roce 2007 podle návrhu architekta Ing. Víta Brandy z Kadaně, po jehož tragické smrti roku 2009 se jí symbolicky dostalo jména „Lávka Vítka Brandy“.

## Popis projektu
Definitivní návrh lávky vychází z univerzálního konceptu konstrukčně i pohledově jednoduchých lávek a mostů převzatého z projetu cyklistické stezky Kadaň – Klášterec nad Ohří. Projekt vykazuje snahu o využití konfigurace skalního reliéfu pro potlačení pohledového působení i faktického rozsahu nosné konstrukce lávky, což lávku přirozeně začleňuje do skalního masivu.
Cyklistická lávka umožňuje cyklistům a pěším snadné překonání výrazného převýšení mezi nábřežní promenádou a korunou hráze přehrady Kadaňský stupeň na řece Ohři bez nutnosti použít původní strmé a nepohodlné schodiště podél hráze. Zároveň tvoří důležitou část nábřeží, kde promenádní trasa přechází ve volnou krajinu, kudy pak po cyklostezce pokračuje směrem na Klášterec nad Ohří.
Díky jednoduchosti ocelové konstrukce lávky těsně kopírující členitý reliéf rulového masivu Klášterní skály je dosaženo přirozeného avšak netradičního kontaktu se skalním masivem.
Plošina lávky nadzvednutá úrovním terénu je tvořena ocelovým pozinkovaným roštem. Částečně průhledná a odolná vozovka lávky vhodně kontrastuje s hmotou skály, zároveň poskytuje netradiční pohledy na nábřeží i do okolní krajiny.
Lávka je konstruována tak, že maximálně využívá vlastností místa a kromě citlivého zásahu do skály umožňuje také unikátní zážitek během průjezdu či průchodu po stezce a nábřeží.
Dosahuje délky 83 metrů s proměnlivou hodnotou stoupání od 4–8 %.

## Ocenění
V roce 2010 udělila porota Grand Prix architektů v rámci národní soutěže lávce hlavní cenu v kategorii Krajinářská architektura a zahradní tvorba. Později byl projekt také nominován na prestižní evropské architektonické ocenění Mies van der Rohe Award za rok 2011.